# تويوتا تسوشو

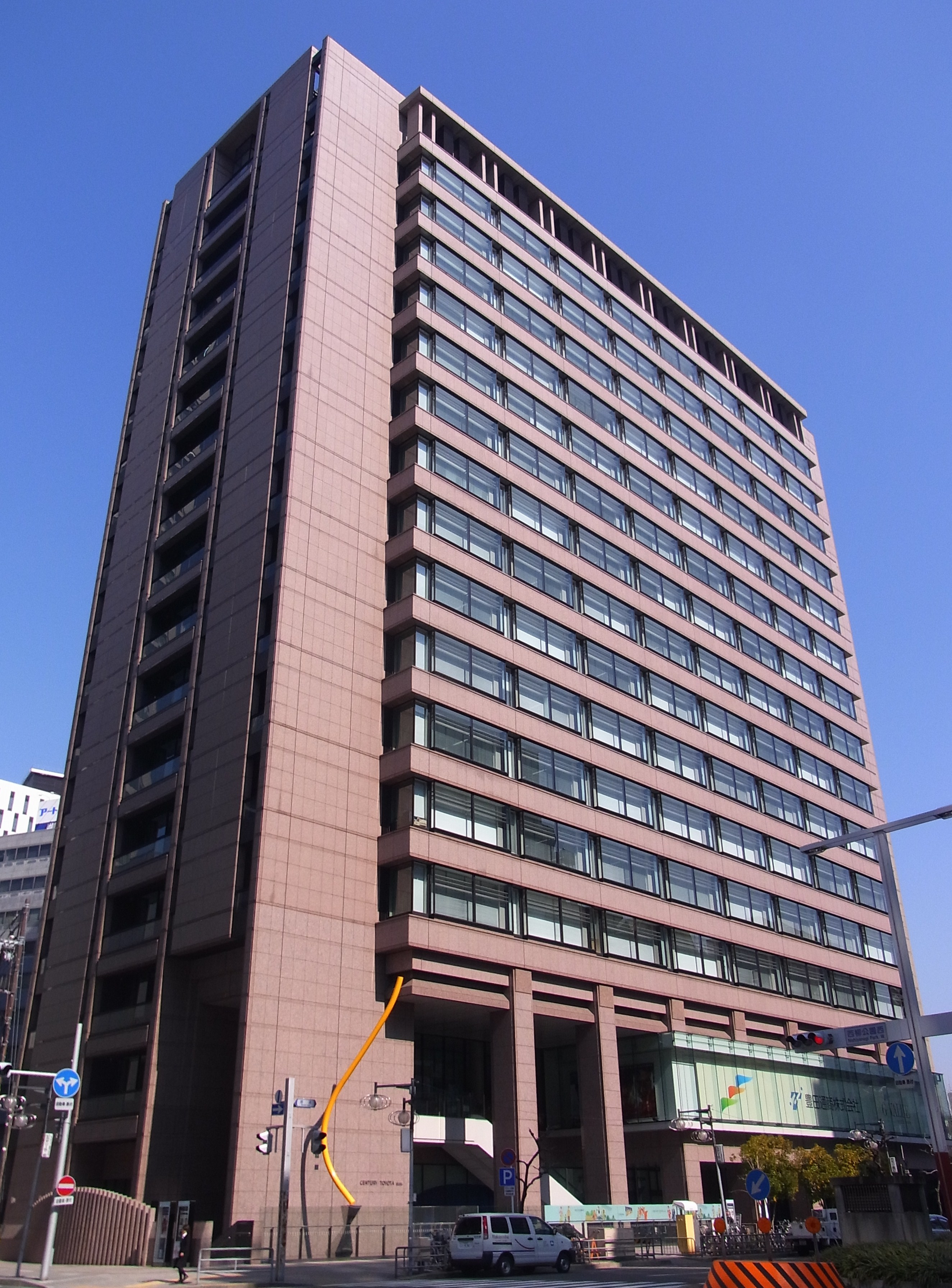
ناغويا المكتب الرئيسي

هي تويوتا تسوشو (شركة تجارية) ، وهي عضو في مجموعة تويوتا اليابانية . تتمتع تويوتا تسوشو بحضور عالمي في جميع فروعها وفروعها التشغيلية، بما في ذلك أكثر من 150 مكتبًا و 900 شركة تابعة وفرعية في جميع أنحاء العالم. يتمثل نشاطها الرئيسي في دعم أعمال شركة تويوتا موتورز الخاصة بالسيارات وشركات مجموعة تويوتا الأخرى، ولكن أعمال تويوتا تسوشو متنوعة للغاية، حيث تشمل القطاعات الصناعية والتجارية والاستهلاكية. تدير مناطق الأعمال السلسلة، بما في ذلك المواد الخام الصناعية والمنتجات الزراعية والتكنولوجيا المتقدمة.

## الشركات التابعة والشركات التابعة الكبرى
- سي اف ايه أو
- شركة تويوتسو للآلات
- تومين للالكترونيات
- تومين للأجهزة
- اليماتك
- سانيو للصناعات الكيماوية المحدودة.
- يورس للطاقة القابضة
- فوكوسي شركة
- فرست الخبز المحدودة
- تويوتا تسوشو أمريكا
- تويوتا تسوشو كندا
- تويوتا تسوشو
- اس سي تويوتا تسوشو
- تويوتا تسوشو الأرجنتين
- سي أي تويوتا تسوشو دي كولومبيا الأمريكية
- تويوتا تسوشو المكسيك
- تويوتا تسوشو أوروبا
- تويوتا تسوشو المملكة المتحدة المحدودة.
- تويوتا تسوشو روس ذ. م. م . روسيا
- تويوتا تسوشو أفريقيا
- تويوتا تسوشو شرق أفريقيا المحدودة
- تومين إيران شركة ذات مسؤولية محدودة
- تويوتا تسوشو كوريا
- تويوتا تسوشو اسيا باسيفيك
- تويوتا تسوشو الفلبين
- تويوتا تسوشو (الصين) المحدودة
- تويوتا تسوشو (داليان) المحدودة
- تويوتا تسوشو (تيانجين) المحدودة
- تويوتا تسوشو (شنغهاي) المحدودة
- تويوتا تسوشو (قوانغتشو) المحدودة
- تويوتا تسوشو (H. K.) الشركة المحدودة.
- تويوتا تسوشو (تايوان) المحدودة
- تويوتا تسوشو (تايلند) المحدودة
- تويوتا تسوشو (الهند) المحدودة
- تويوتا تسوشو (ماليزيا) شبكة التنمية المستدامة.
- بي تي تويوتا تسوشو إندونيسيا
- تويوتا تسوشو فيتنام الشركة المحدودة
- تويوتا تسوشو (الهند)
- تويوتا تسوشو (أستراليا) المحدودة
- تويوتا تسوشو «جنوب المحيط الهادئ» القابضة بي تي واي المحدودة
- لاو-اليابان المطار شركة خدمات محدودة
- تويوتا تسوشو الإلكترونية (تايلند) المحدودة
- تويوتا تسوشو شبكة التكامل تايلاند المحدودة
- تويوتا تسوشو شبكة التكامل آسيا المحدودة
- تويوتا تسوشو شبكة التكامل (الهند) المحدودة
- تويوتسو ال النادرة (الهند) المحدودة
- تويوتا تسوشو كينيا المحدودة
- البلد النقي الأطعمة
- الخ

## روابط خارجية
- تويوتا تسوشو على موقع IMDb (الإنجليزية)

- (بالإنجليزية) الموقع
- (بالصينية) موقع الكتروني